# Stigmatura
A Stigmatura a madarak (Aves) osztályának verébalakúak (Passeriformes) rendjébe és a királygébicsfélék (Tyrannidae) családjába tartozó nem.

## Rendszerezésük
A nemet Philip Lutley Sclater és Osbert Salvin írta le 1866-ban, jelenleg az alábbi fajok tartoznak ide:
- Stigmatura napensis
- Stigmatura gracilis[1] vagy 	Stigmatura budytoides gracilis[2]
- sárgahasú billegetőtirannusz (Stigmatura budytoides)
- Stigmatura bahiae[1] vagy Stigmatura napensis bahiae[2]

## Előfordulásuk
Dél-Amerika területén honosak. Természetes élőhelyeik a szubtrópusok és trópusok.

## Megjelenésük
Testhosszuk 13-16 centiméter közötti. A billegetőkre hasonlítanak.

## Életmódjuk
Rovarokkal táplálkoznak.